# Rybníčky u Kratonoh
Rybníčky u Kratonoh jsou soustavou pěti malých rybníčků vzniklých u bývalého mlýna na severním okraji obce Kratonohy v okrese Hradec Králové. Rybníčky jsou napájeny vodou z mlýnského náhonu odbočujícího z říčky Bystřice u obce Roudnice. Rybníčky jsou v soukromém vlastnictví a jsou využívány pro chov ryb.

## Galerie

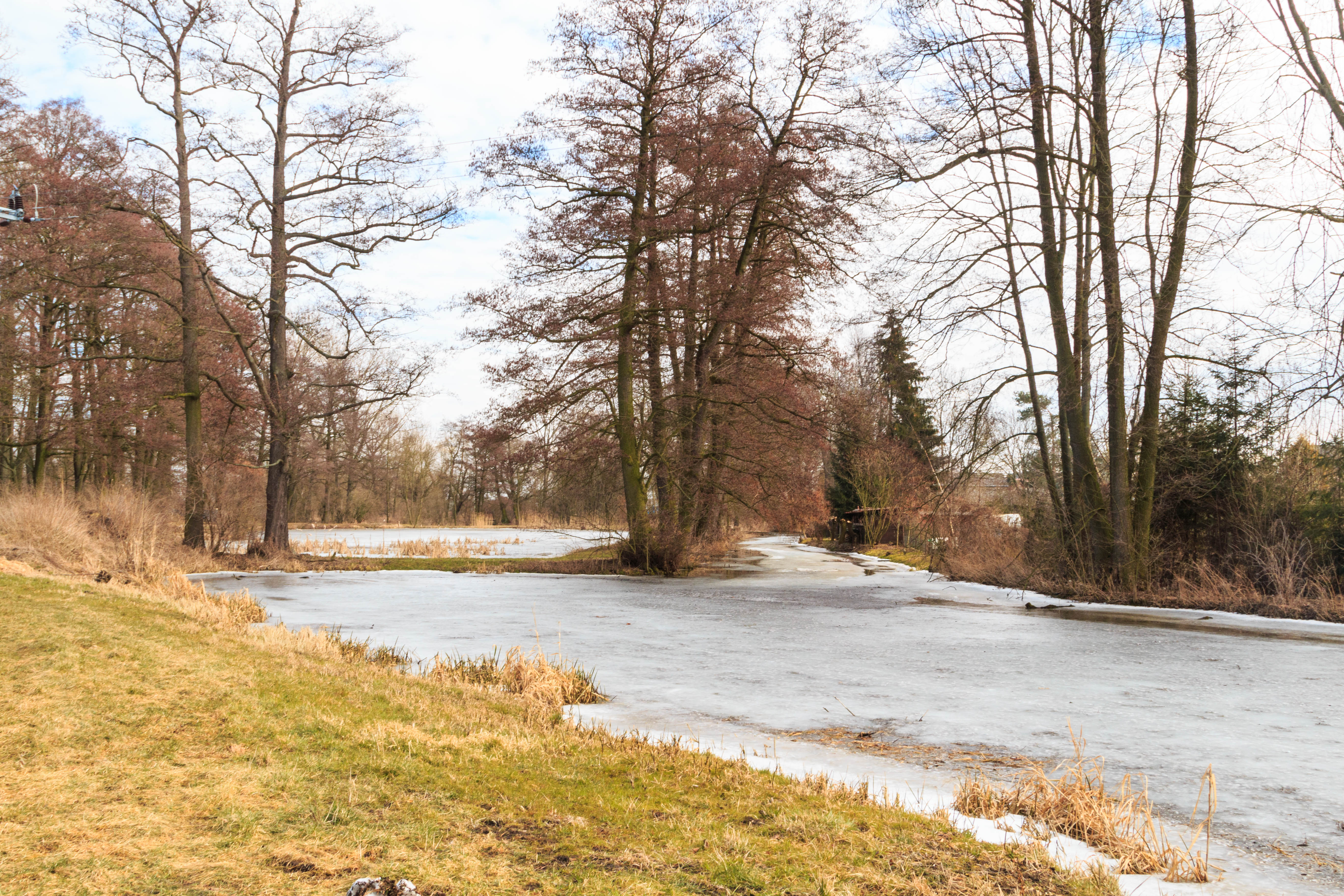
rybníčky u mlýna v obci Kratonohy
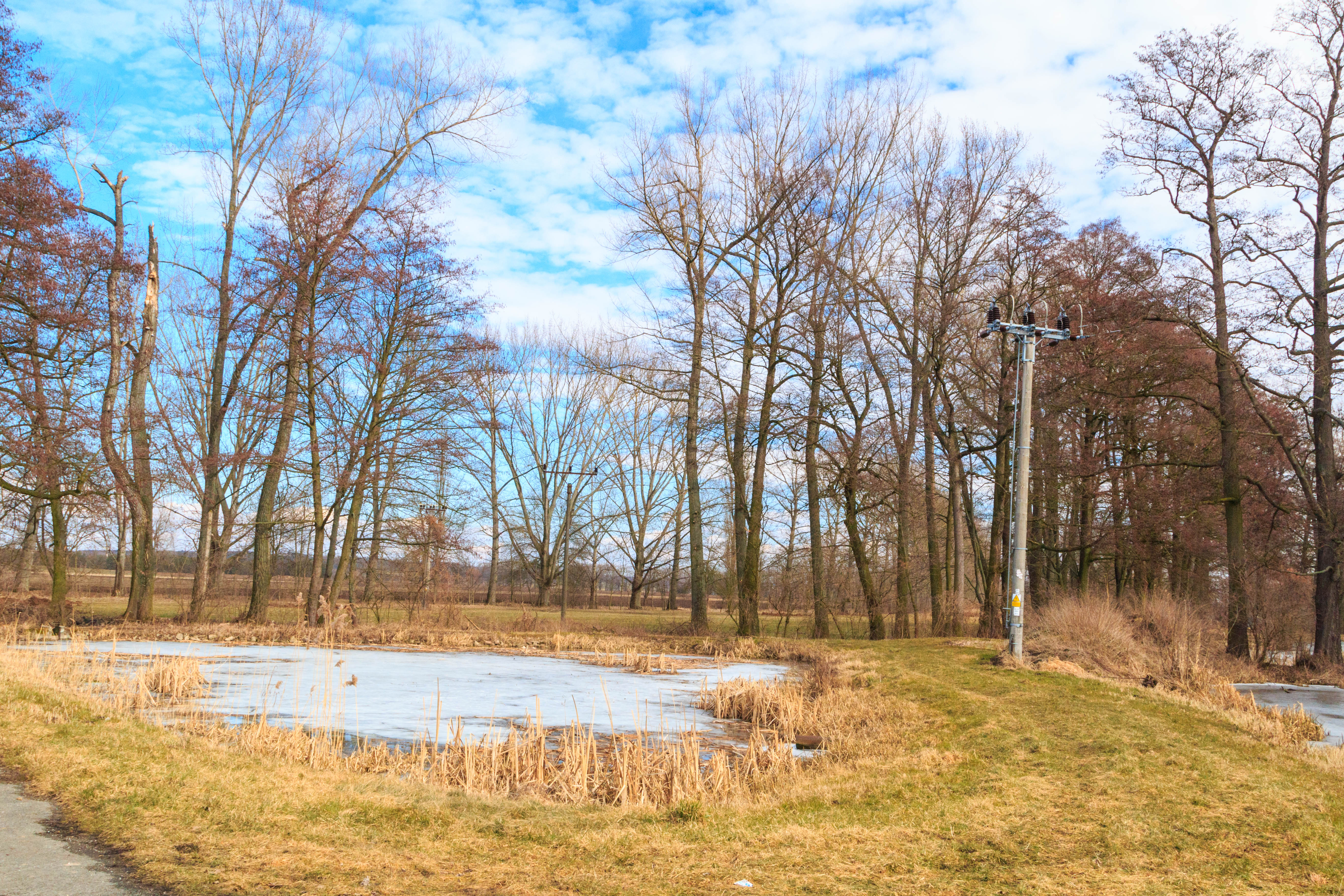
rybníčky u mlýna v obci Kratonohy
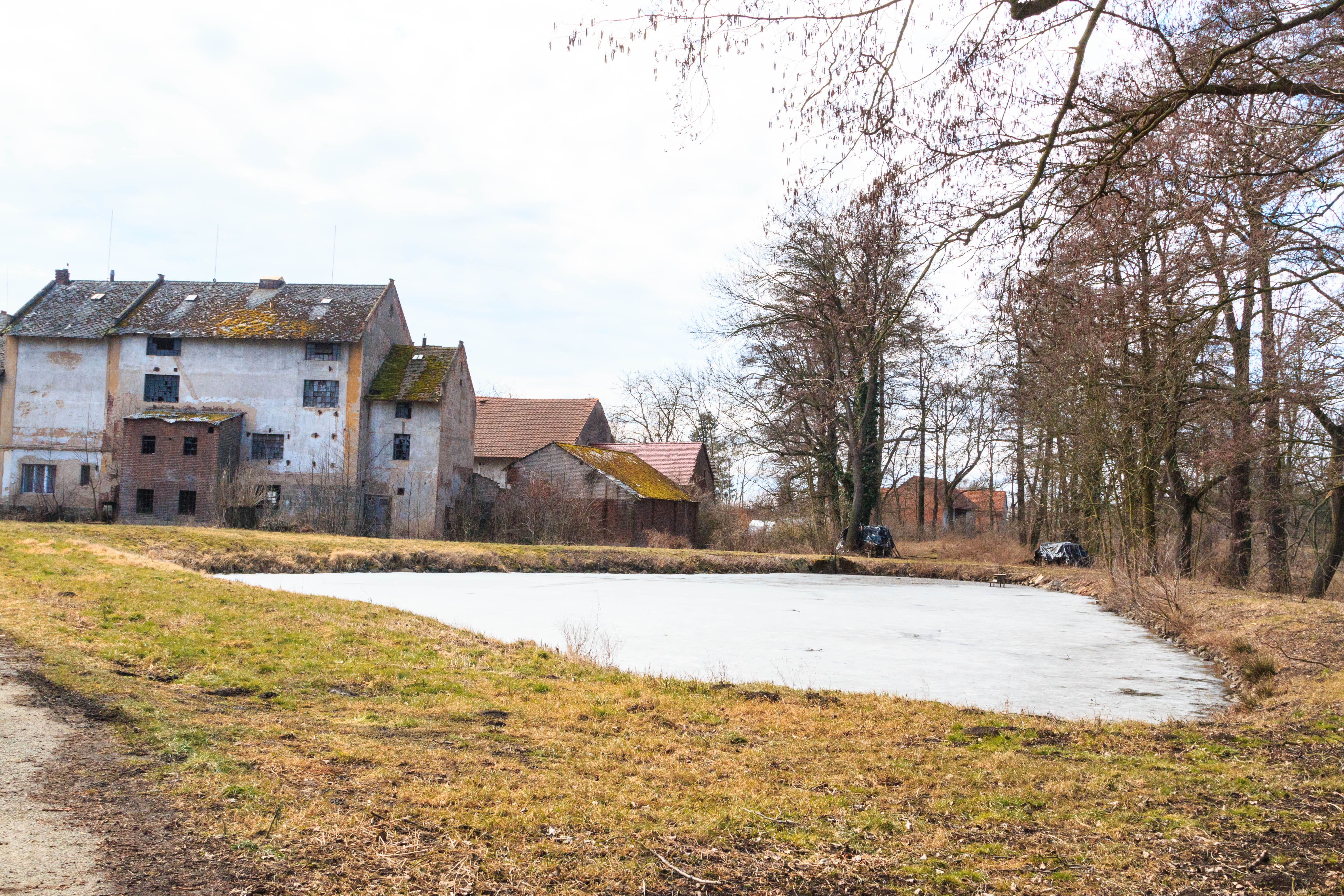
rybníčky u mlýna v obci Kratonohy
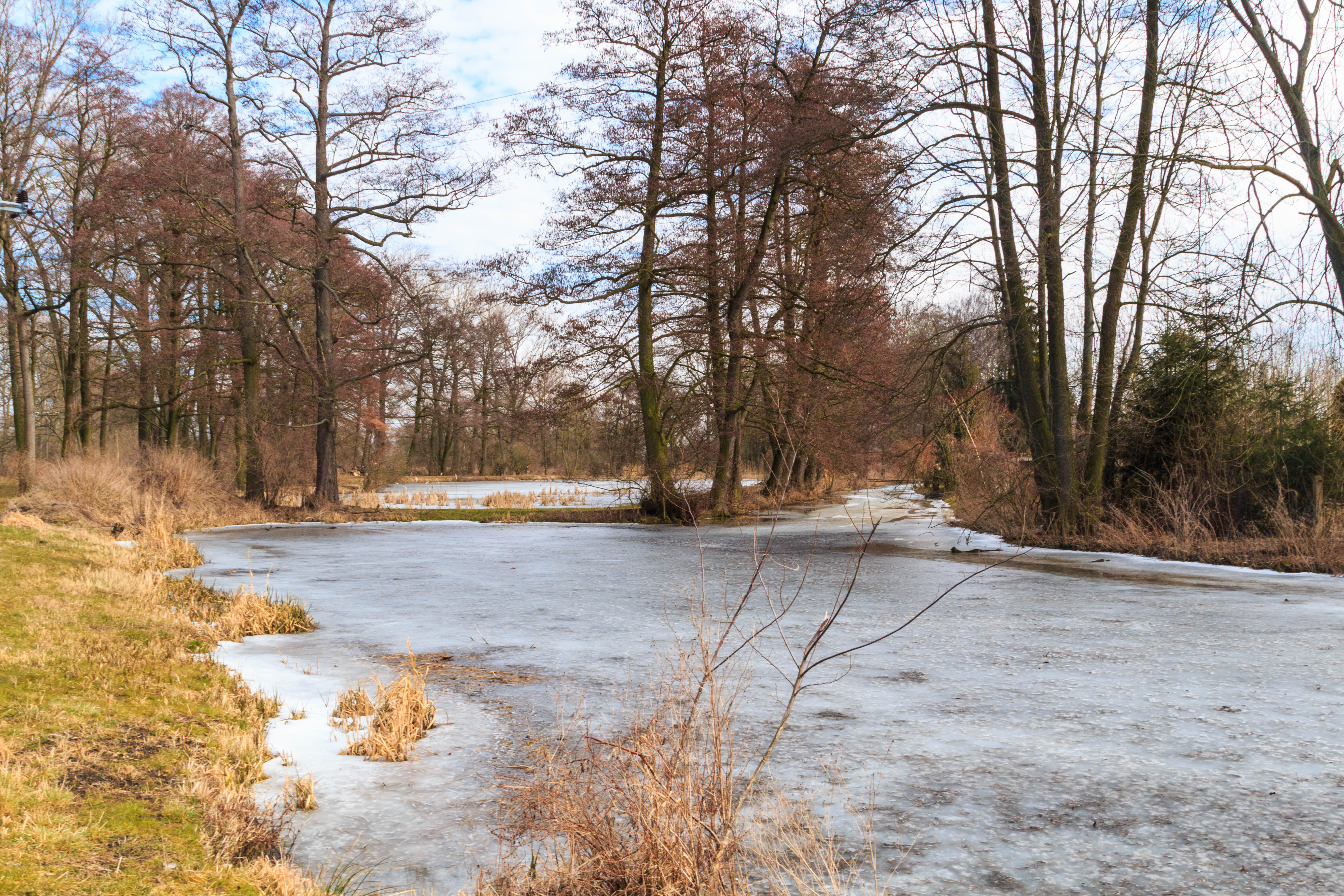
rybníčky u mlýna v obci Kratonohy